# Parrhasius teleontes
Parrhasius teleontes är en fjärilsart som beskrevs av Druce 1890. Parrhasius teleontes ingår i släktet Parrhasius och familjen juvelvingar. Inga underarter finns listade i Catalogue of Life.